# Rekishi monogatari
I Rekishi monogatari (歴史物語? a volte tradotti come "Racconti storici") sono una categoria della letteratura giapponese. Pur se stilizzati e includendo elementi leggendari e immaginari, i lettori giapponesi prima del XIX secolo tradizionalmente accettavano e leggevano i Rekishi monogatari, come pure i collegati Gunki monogatari (Racconti di guerra) e le precedenti Rikkokushi (Sei storie nazionali), come resoconti storici letterali e cronologici.
Racconti storici notevoli includono:
- Eiga monogatari (Un racconto di prospere fortune)

I quattro kagamimono:
- Ōkagami (Il grande specchio)
- Imakagami (Lo specchio di oggi)
- Mizukagami (Lo specchio d'acqua)
- Masukagami (Lo specchio limpido)

Inoltre:
- Rokudai Shōjiki
- Ike no mokuzu (『池の藻屑』荒木田麗女)[3]